# حوزه انتخابیه پنجاه‌ودوم کالیفرنیا
حوزه انتخابیه پنجاه‌ودوم کالیفرنیا یک حوزه انتخابیه مجلس نمایندگان آمریکا است که در ایالت کالیفرنیا قرار دارد.